# Huozhou-Brennofen
Der Huozhou-Brennofen (chinesisch 霍州窑, Pinyin Huòzhōu yáo) war ein Keramikbrennofen in der Song- bis Mongolenzeit auf dem Gebiet der Stadt Huozhou in der chinesischen Provinz Shanxi. Er ist bekannt für sein weißes Porzellan (baici). Die Brennofen-Stätte wurde 1975 von Mitarbeitern des  Palastmuseums Peking untersucht. Zu seinen bekanntesten Erzeugnissen zählt das Gefäß des Typs gaozubei (engl. stem cup).
In der Ming-Dynastie berichtet Cao Zhao in seinem 1388 zuerst in Nanjing erschienenen Gegu yaolun über den Ofen.
Die Stätte des Porzellanbrennofens von Huozhou steht seit 2006 auf der Liste der Denkmäler der Volksrepublik China (6-25).

## Nachschlagewerke
- Zhongguo da baike quanshu: Kaoguxue (Archäologie). Beijing: Zhongguo da baike quanshu chubanshe, 1986